# چاکانی‌دوروسلو
چاکانی‌دوروسلو (به مجاری:  Csákánydoroszló) یک شهرداری در مجارستان است که در واش واقع شده‌است. چاکانی‌دوروسلو ۲۶٫۶۱ کیلومتر مربع مساحت و ۱٬۷۵۷ نفر جمعیت دارد.